# Hawthorn Park
Der Hawthorn Park ist ein Wolkenkratzer in Manhattan in New York City, Vereinigte Staaten. Der Wohnturm zählt zu den höchsten Hochhäusern auf der Upper West Side.

## Beschreibung
Der Hawthorn Park befindet sich auf der West Side von Manhattan an der Amsterdam Avenue zwischen der West 61st und West 62nd Street im Viertel Lincoln Square. Er steht im selben Stadtblock wie die Fordham University at Lincoln Center, wo die juristische Fakultät der Hochschule untergebracht ist. Etwa 100 Meter südlich steht das 163 Meter hohe Schwestergebäude The Encore. Der Wohnturm gilt zugehörig zum einen Block entfernten Kulturzentrum Lincoln Center.
Das von den Architekten der Stephen B. Jacobs Group (SBJ Group) entworfene Wohngebäude wurde 2014 fertiggestellt. Auftraggeber und gleichzeitig Besitzer ist das Immobilienunternehmen Glenwood Management. Der Turm ist 182,3 m (598 Fuß) hoch und hat 54 Etagen. Der Baustil und die beigefarbenen Materialien der Fassade sind den Gebäuden der Universität und des Lincoln Centers angepasst. Der quadratische Wolkenkratzer hat einen dreigeschossigen mit Steinplatten und Marmor verkleideten Sockel, darüber besteht die Fassade aus Ziegel- und Kalkstein. Das Gebäude hat ab der vierten Etage raumhohe Eckfenster sowie eine abgestufte Gebäudekrone. Die obersten zwei Wohnetagen werden von einem 370 m² großen Duplex-Penthouse eingenommen. Der Eingang befindet sich in der West 62nd Street. Hawthorn Park beherbergt 339 Mietwohnungen, von denen 68 mietgemindert sind. Der Turm bietet für seine Bewohner unter anderem ein Fitnesscenter, ein Hallenbad mit angrenzender Sonnenterrasse im Freien, eine Mieterlounge, ein Kinderspielzimmer, eine Wäscherei, einen ruhigen Privatpark und ein Parkhaus.
Hawthorn Park entstand auf dem Campus der Fordham University, ist aber kein Teil der Universität. Zunächst plante hier das Douglaston Development einen 57-stöckigen Wohnturm, der aber wegen Finanzierungsprobleme aufgegeben wurde. 2010 kaufte Glenwood Management das Grundstück für 100 Millionen US-Dollar von der Fordham University und ließ von 2012 bis 2014 den Hawthorn Park errichten.

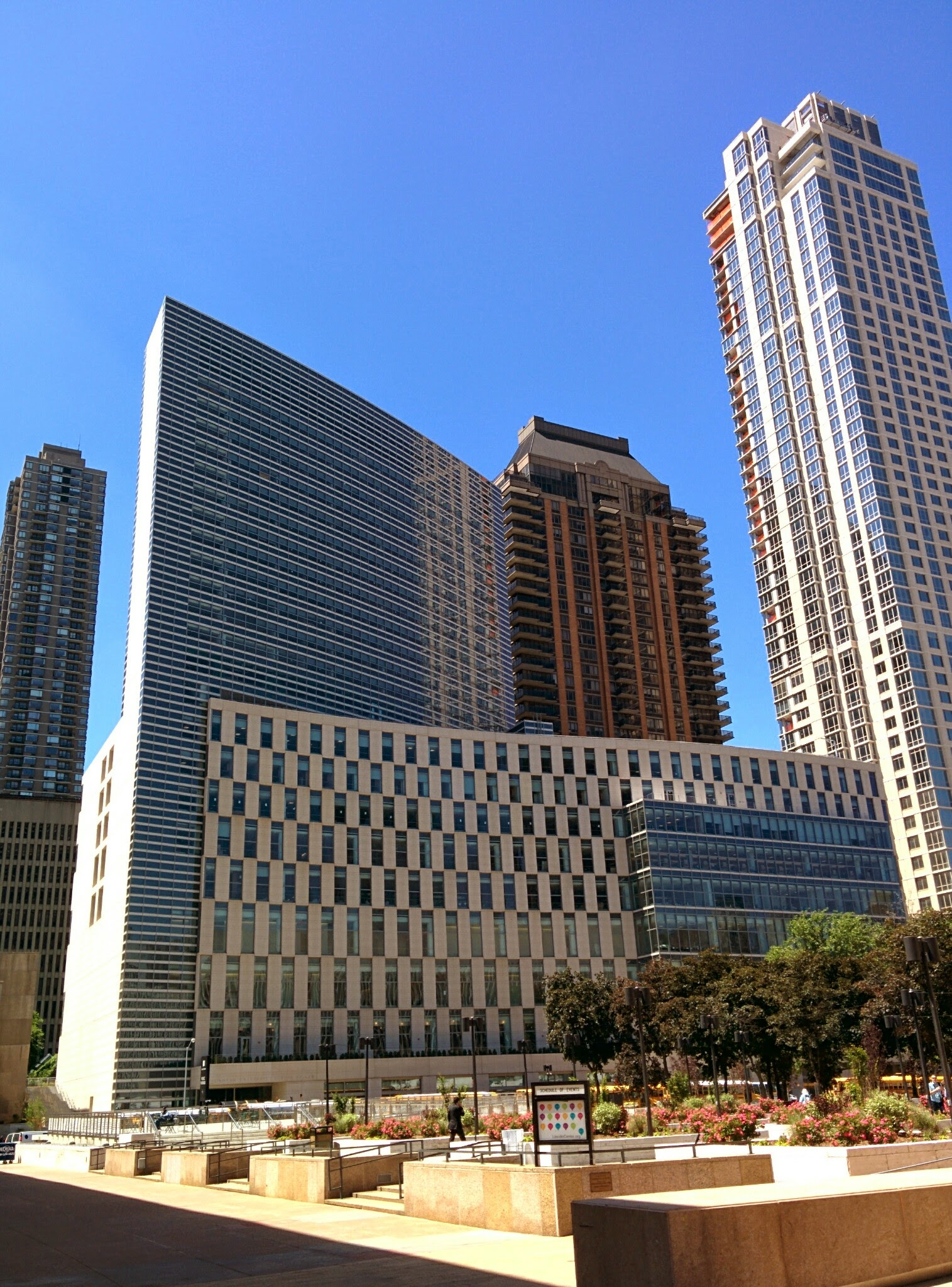
Hawthorn Park im Jahr 2014 kurz vor der Fertigstellung (rechts).